# Klementina (opera)
Klementina je opera (autorským označením „hudební drama“) o dvou dílech českého skladatele Jiřího Smutného na vlastní libreto podle stejnojmenné novely francouzského spisovatele Vercorse s použitím veršů Vítězslava Nezvala a Guillauma Apollinaira. Premiéru opery uvedlo 5. listopadu 1969 pražské studio Československého rozhlasu.

## Vznik, charakteristika a historie
Bezprostředně po dvou zhudebněných rozhlasových hrách Friedricha Dürrenmatta, Noční rozhovor a Dvojník, napsal skladatel Jiří Smutný další rozhlasovou operu na vlastní libreto, které připravil z novely Klementina francouzského spisovatele Vercorse (vl. jm. Jean-Marcel-Adolphe Bruller, 1902–1991), která vyšla česky roku 1962 v překladu Luďka Kárla. Na osudu hrdinky této novely, „děvky s velkým srdcem“ Klementiny, v době okupace a v poválečné době podrobuje Vercors podobně jako ve svých jiných knihách soudobou francouzskou společnost sociální kritice; Klementinina přitažlivá osobnost a strastiplný osud se poskytly Smutnému podklad pro hudebně-dramatické zpracování jejího příběhu.
V celostátní soutěži umělecké rozhlasové tvorby k příležitosti 50. výročí vzniku Československa, probíhající roku 1968, získala hudba Klementiny z celkem 90 příspěvků hlavní cenu, ex aequo s operou Ať žije mrtvý! Zdeňka Lukáše; vedle toho získal Jiří Smutný v téže soutěži i čestné uznání za libreto ke Klementině.
Dne 5. listopadu 1969 byla Smutného Klementina provedena na třetím programu Československého rozhlasu; reprízována byla v bezprostředně následující době vícekrát, například v letech 1970 (společně právě s operou Ať žije mrtvý!), 1971 a 1973. V dobovém tisku ani odborné literatuře však prakticky nenašla ohlas.

## Osoby a první obsazení
| osoba                                                                    | hlasový obor | premiéra (5. listopadu 1969) |
| ------------------------------------------------------------------------ | ------------ | ---------------------------- |
| Klementina                                                               | mezzosoprán  | Ivana Mixová                 |
| Klaudie                                                                  | soprán       | Jadwiga Wysoczanská          |
| první židovka                                                            | soprán       | Marcela Machotková           |
| druhá židovka                                                            | soprán       | Alena Míková                 |
| stará žena                                                               | alt          | Štěpánka Štěpánová           |
| stará dáma                                                               | soprán       | Jaroslava Procházková        |
| lodník Exu                                                               | bas          | Jaroslav Horáček             |
| děda                                                                     | bas          | Vladimír Jedenáctík          |
| chlapec                                                                  | tenor        | Oldřich Lindauer             |
| amant, pozdější státní podtajemník                                       | tenor        | Miroslav Frydlewicz          |
| obhájce                                                                  | baryton      | Jindřich Jindrák             |
| druhá svědkyně / jiná žena                                               | alt          | Libuše Salabová              |
| první svědkyně                                                           | …            | Věra Starková                |
| třetí svědkyně                                                           | …            | Hana Hronová                 |
| advokát, dříve soudce                                                    | mluvená role | Jiří Němeček                 |
| policista                                                                | mluvená role | Artur Šviha                  |
| policista                                                                | mluvená role | Karel Kastner                |
| policista                                                                | mluvená role | Artuš Kalous                 |
| Dirigent: František Vajnar (Orchestr rozhlasového operního studia Praha) |              |                              |

## Děj opery
Skončil soud nad ženou, která byla odsouzena k osmnácti měsícům vězení; advokát – bývalý soudce – vypráví její příběh.
Klementina pocházela z vesnice, z nejchudších poměrů. Již ve čtrnácti letech byla znásilněna bratrem Pavlínem, který ji pak odvedl do Marseilles a využíval k prostituci. Když se po pádu Francie roku 1940 její bratr zapletl do kšeftů a byl zabit, utekla Klementina do Paříže, kde se opět živila prostitucí. Tam poprvé viděla persekuci židů. Jeden večer strávila u lodníka Exua, a když se vracela domů – dávno po zákazu vycházení – byla zatčena. Nejprve ji drželi s jinými prostitutkami, ale když mezi nimi došlo ke konfliktu, přeložili ji do internačního tábora Drancy mezi politické vězeňkyně – ženy s muži v odboji, židovky a podobně. Brzy byla spolu s řadou z nich transportována do koncentračního tábora Ravensbrück. Za cesty v dobytčím voze se seznámila s jednou ze spoluvězeňkyň, Klaudií. Ale také ona, která se považovala za poslední z posledních, poznala své pravé poslání. Spolu s Klaudií pomáhaly nejrůznějším způsobem, hmotně i psychologicky, spolutrpícím ženám a staly i v táboře legendou. I když Klaudie později podlehla tyfu, zůstala Klementina svým spoluvězeňkyním oporou a dokázala zachránit mnoho životů.
Po válce a repatriaci byla dalšími ženami přivítána a začala vést spolek bývalých účastnic odporu nazvaný „Svépomoc“. Ale tento spolek začal později živořit a Klementinu vyčerpaly různice mezi členkami. Pokoušela se najít si zaměstnání, ale bez vzdělání a se špatnou minulostí se jí to nepodařilo; vrátila se k prostituci. Když hledala lodníka Exu, ten byl od války nezvěstný, ale ujala se přitom sedmnáctiletého chlapce, kterého vzala k sobě. Pasák, který ji chtěl vyštvat ze svého rajónu, na ni pohnal mravnostní policii, a když se bránila, neúmyslně rozbitým džbánem jednoho z policistů vážně zranila. Při soudu za ohrožování mravní výchovy mladistvých a ublížení na zdraví se sešla řada svědků na její podporu, avšak alespoň minimálnímu trestu přece jen neušla.
Advokát uzavírá vzpomínky stížnostmi na justici a společnost, které dokázaly zničit tak ryzího člověka.